# 小野駅 (滋賀県)
小野駅（おのえき）は、滋賀県大津市湖青一丁目にある、西日本旅客鉄道（JR西日本）湖西線の駅である。駅番号はJR-B24。

## 概要
京阪電鉄が開発した「びわ湖ローズタウン」の最寄り駅として、京阪電鉄の全額負担で設置された請願駅である（学研都市線の松井山手駅も同様）。
JR西日本が発足してから、愛称としてのアーバンネットワーク区間内で最初に新規開業した駅であり、湖西線の開業後に新設された唯一の駅である。なお湖西線開通前の1969年まで付近を走っていた江若鉄道の堅田駅 - 和邇駅間には真野駅が存在したが、当駅と場所は異なる。

## 歴史
- 1988年（昭和63年）12月4日：湖西線の和邇駅 - 堅田駅間に新設開業[2][3]。
- 1992年（平成4年）11月1日：みどりの窓口の営業を開始。
- 1998年（平成10年）10月1日：自動改札機を設置し、供用開始[7]。
- 2003年（平成15年）11月1日：ICカード「ICOCA」の利用が可能となる。
- 2008年（平成20年）
  - 3月15日：ダイヤ改正に合わせ放送装置を更新。エレベーター・電光掲示板・待合室が設置される。
  - 3月18日：電光掲示板導入。
- 2016年（平成28年）3月26日：ダイヤ改正に伴い、緩行線電車の乗り入れが廃止される。
- 2018年（平成30年）3月17日：駅ナンバリングが導入され、使用を開始[8]。
- 2022年（令和4年）7月29日：みどりの窓口の営業を終了[9]。

## 駅構造

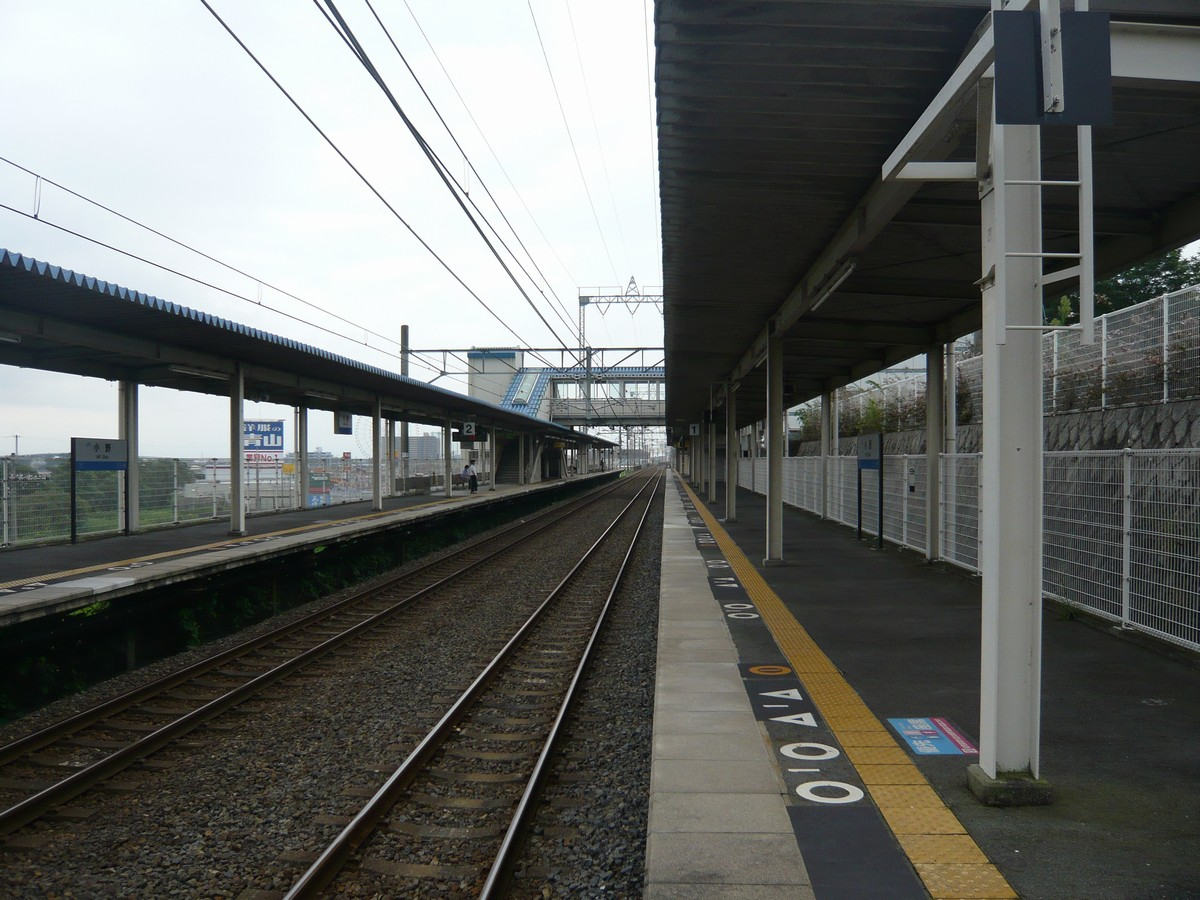
ホーム（2007年8月）

相対式ホーム2面2線を持つ高架駅。分岐器や絶対信号機を持たないため、停留所に分類される。駅舎やロータリーの街灯は船をモチーフにしたデザイン。
自動改札機と自動精算機が設置されている。
改札口はホームよりも上層に設けられており、1番のりばへは階段を下り、反対側の2番のりばへは跨線橋（連絡通路）を渡る。ホームエレベーターは、1番のりば（1階）・改札口（2階）・連絡通路（3階）をつなぐ1基と、2番のりば（1階）・連絡通路（3階）をつなぐ1基が設置されている。なお、トイレは改札外に自治体管理のものが設けられている。
なお、当駅は2007年（平成19年）11月よりホームエレベーターの設置工事が始まり、2008年（平成20年）3月15日のダイヤ改正日から使用を開始した。また、発車標（電光掲示板）も各のりばに設置され、3月18日より使用を開始した。
堅田駅が管理し、JR西日本交通サービスが駅業務を受託する業務委託駅で、定期券購入可能な自動券売機が設置されている。ICOCA利用可能駅（相互利用可能ICカードはICOCAの項を参照）。

### のりば
| のりば | 路線   | 方向 | 行先                     |
| ------ | ------ | ---- | ------------------------ |
| 1      | 湖西線 | 下り | 志賀・近江今津・永原方面 |
| 2      | 湖西線 | 上り | 堅田・大津京・京都方面   |

- ホーム有効長は8両。ホームの幅は他の湖西線の駅と比べて狭い（4メートルしかない）ため、2番のりばには待合室が設置されていない。
- 発車標（電光掲示板）は1番のりばに1か所、2番のりばに2か所設置されている。

## 利用状況
開業当初は主婦の利用が多かった。2023年度の1日当たりの利用者数は4,876人。
「滋賀県統計書」によると、1日平均の乗車人員は以下の通りである。
| 年度   | 1日平均 乗車人員 | 出典        |
| ------ | ---------------- | ----------- |
| 1992年 | 4,267            | [ 統計 2 ]  |
| 1993年 | 4,575            | [ 統計 3 ]  |
| 1994年 | 4,655            | [ 統計 4 ]  |
| 1995年 | 4,712            | [ 統計 5 ]  |
| 1996年 | 4,766            | [ 統計 6 ]  |
| 1997年 | 4,694            | [ 統計 7 ]  |
| 1998年 | 4,734            | [ 統計 8 ]  |
| 1999年 | 4,646            | [ 統計 9 ]  |
| 2000年 | 4,554            | [ 統計 10 ] |
| 2001年 | 4,458            | [ 統計 11 ] |
| 2002年 | 4,341            | [ 統計 12 ] |
| 2003年 | 4,299            | [ 統計 13 ] |
| 2004年 | 4,267            | [ 統計 14 ] |
| 2005年 | 4,254            | [ 統計 15 ] |
| 2006年 | 4,202            | [ 統計 16 ] |
| 2007年 | 4,139            | [ 統計 17 ] |
| 2008年 | 4,028            | [ 統計 18 ] |
| 2009年 | 3,875            | [ 統計 19 ] |
| 2010年 | 3,780            | [ 統計 20 ] |
| 2011年 | 3,662            | [ 統計 21 ] |
| 2012年 | 3,595            | [ 統計 22 ] |
| 2013年 | 3,565            | [ 統計 23 ] |
| 2014年 | 3,311            | [ 統計 24 ] |
| 2015年 | 3,247            | [ 統計 25 ] |
| 2016年 | 3,152            | [ 統計 26 ] |
| 2017年 | 3,090            | [ 統計 27 ] |
| 2018年 | 2,989            | [ 統計 28 ] |
| 2019年 | 2,901            | [ 統計 29 ] |
| 2020年 | 2,323            | [ 統計 30 ] |
| 2021年 | 2,286            | [ 統計 31 ] |
| 2022年 | 2,373            | [ 統計 32 ] |

## 駅周辺

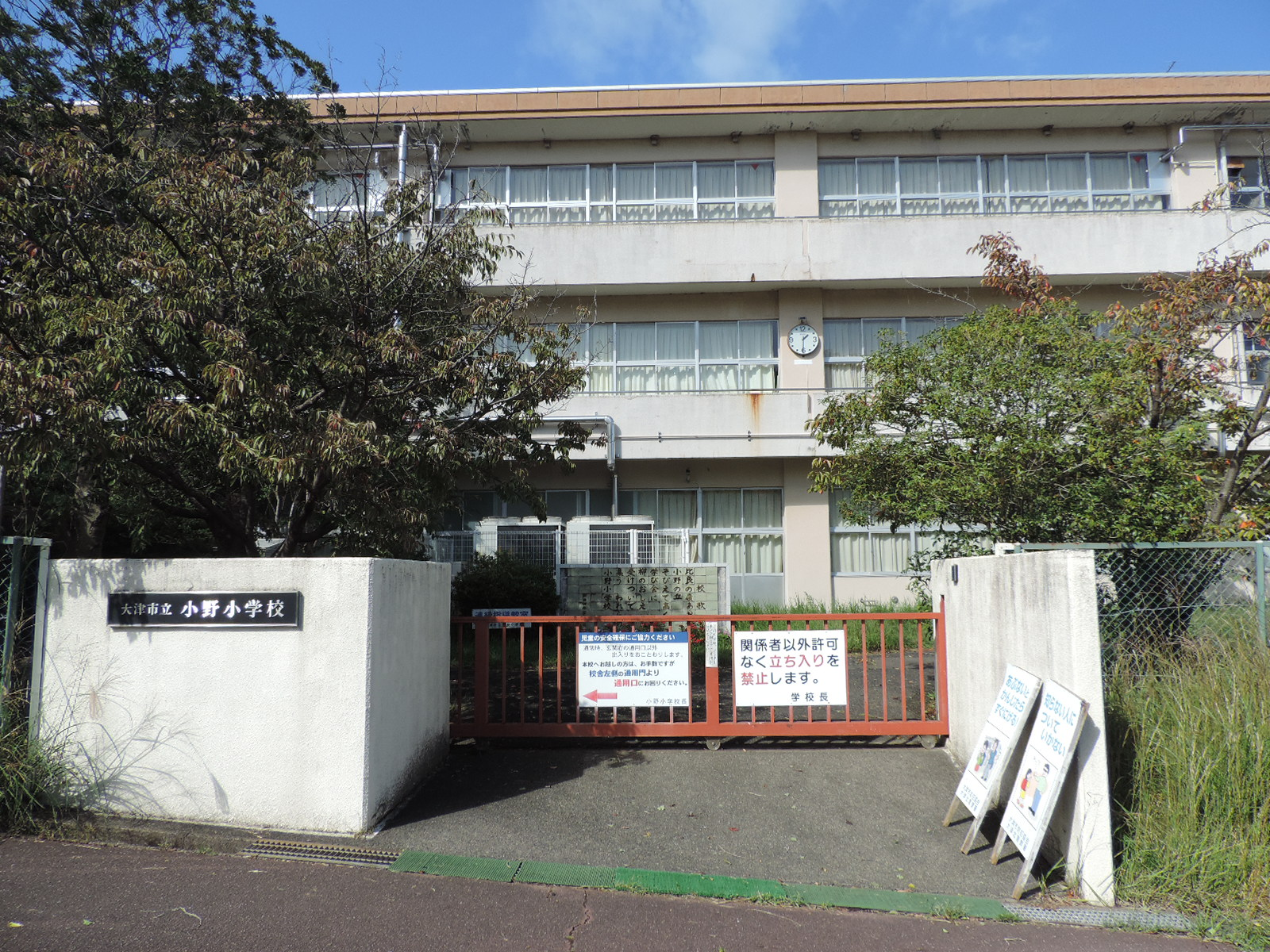
大津市立小野小学校

旧・志賀町の最南端にあり、駅東側を滋賀県道558号線が通る。なお、びわ湖ローズタウンなどの住宅街は駅西側に大きく広がる。ちなみに大津市小野（かつての近江国滋賀郡小野村）は小野妹子の生誕地とされており、それに関連した地点もある。
- びわ湖ローズタウン
- びわ湖美空団地
- 志賀小野駅前郵便局
- 京都信用金庫小野支店
- 大津市小野市民センター
- 大津市立小野小学校
- 大津市立真野保育園
- 小野妹子公園
- 小野妹子神社（唐臼山古墳）
- 和邇大塚山古墳
- 滋賀県道558号高島大津線

## バス路線
駅前ロータリーに「小野駅」停留所があり、江若交通の東地区ローズタウン線（2系統のみ）と西地区ローズタウン線（2系統を除く各系統）が乗り入れる。ローズタウンの西地区を循環した後、小野駅に戻ってから堅田駅へ向かう路線もある。以前は当駅 - 和邇駅間を運行する路線もあったが、2021年3月に実施したダイヤ改正で廃線となった。
| 小野駅 | 小野駅     | 小野駅                 | 小野駅                                   |
| 乗り場 | 運行事業者 | 系統または路線名・行先 | 備考                                     |
| ------ | ---------- | ---------------------- | ---------------------------------------- |
| 1      | 江若交通   | 2：小野駅              |                                          |
| 2      | 江若交通   | 12：フレスコみどり店前 | 夜に運行（平日2本、土曜・日曜・祝日1本） |
| 2      | 江若交通   | 17・19：小野駅         |                                          |
| 2      | 江若交通   | 18・20：小野駅・堅田駅 | ※小野駅2番乗り場発、小野駅3番乗り場着    |
| 3      | 江若交通   | 18・20：堅田駅         | （※ローズタウン方面には行かない）        |

## その他
- 駅名の「小野」は、歴史上の人物小野妹子以前にさかのぼる（小野妹子は、このあたりの豪族出身であるとされている）。かつては駅の所在地も志賀町小野湖青であったが、大津市への編入の際に小野が取れて大津市湖青となった。それとは別に駅の北方に小野集落が存在する。
- 駅前の有料駐輪場は、江若交通が運営しているものと、大津市が設置したもの[14]がそれぞれある。

## 隣の駅
西日本旅客鉄道（JR西日本）
 湖西線
■新快速・■快速
通過
■普通
和邇駅 (JR-B23) - 小野駅 (JR-B24) - 堅田駅 (JR-B25)

### 記事本文